# Christian Brothers University
La Christian Brothers University è un'università privata di indirizzo cattolico con sede a Memphis, nello stato americano del Tennessee.
Il Christian Brothers College fu fondato il 19 novembre 1871 dai Fratelli delle scuole cristiane. Il college fu elevato al rango di university nel 1990.